# 比列湖

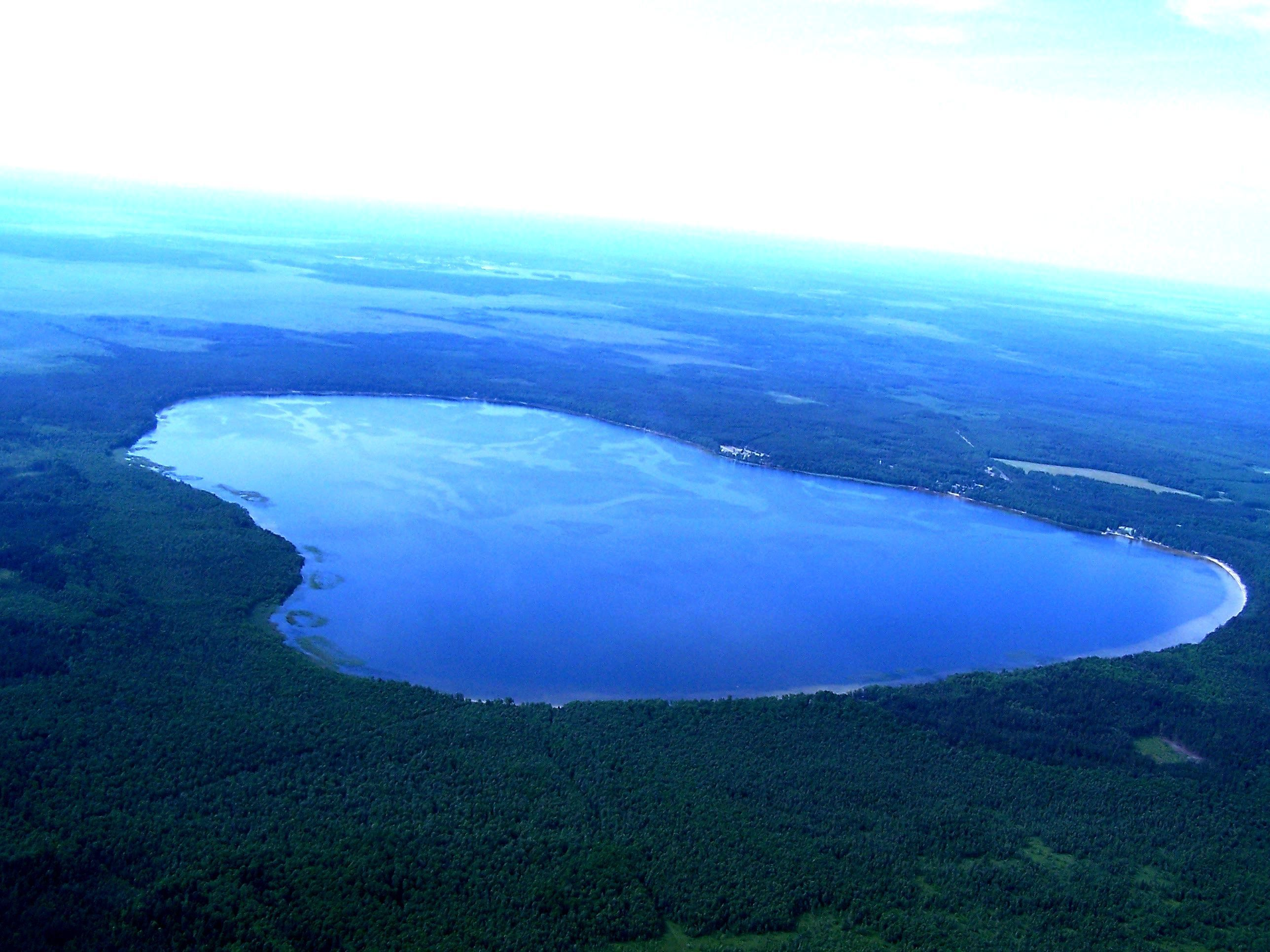

比列湖（烏克蘭語：Біле озеро），是烏克蘭的湖泊，位於該國西北部羅夫諾州，屬於斯特里河流域的一部分，長2.65公里、寬2.1公里，面積4.53平方公里，海拔高度156米，平均水深10米，最大水深34米。
51°29′50″N 25°46′55″E / 51.49722°N 25.78194°E